# Valvata utahensis
Valvata utahensis är en snäckart som beskrevs av Call 1884. Valvata utahensis ingår i släktet Valvata och familjen kamgälsnäckor. Inga underarter finns listade i Catalogue of Life.
Denna snäcka förekommer endemisk i delstaten Idaho i USA. Populationer som fanns i Utah och Kalifornien är utdöda. Den kvarvarande populationen lever vid källor av vattendrag som förenas till Snake River. I Kalifornien dog arten ut under förhistorisk tid. Alla revir tillsammans är uppskattningsvis 20 000 km² stort.
Den introducerade nyzeeländska tusensnäcka är en konkurrent. Beståndet påverkas även av landskapsförändringar. IUCN kategoriserar arten globalt som sårbar.

## Bildgalleri

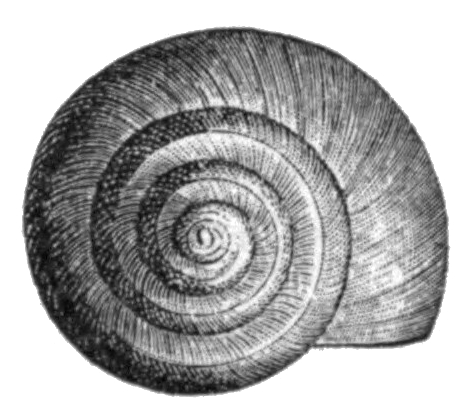
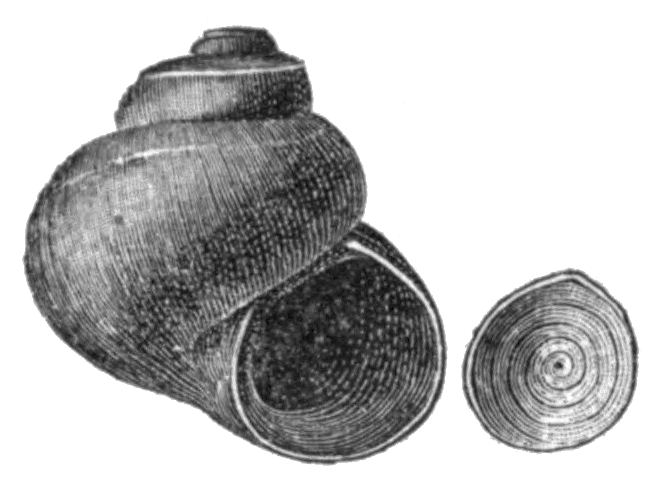
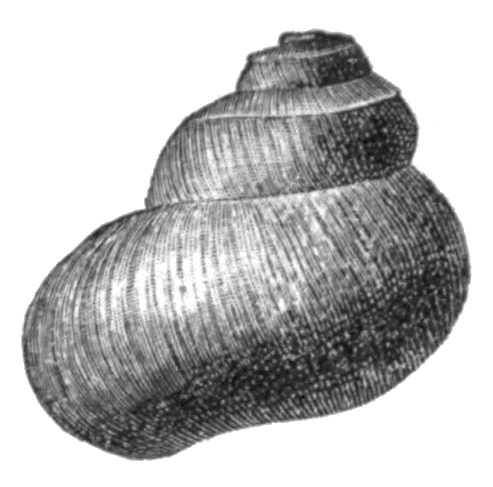